# Copa Titano 2015-16
La Copa Titano 2015-16 fue la edición número 56 de la Copa Titano. La temporada comenzó el 15 de septiembre de 2015 y terminó el 1 de mayo de 2016. SP La Fiorita conquistó su 4.º título en la competición.

## Equipos participantes
| Fase de grupos | Fase de grupos | Fase de grupos | Fase de grupos |
| -------------- | -------------- | -------------- | -------------- |
| Domagnano      | Libertas       | La Fiorita     | Folgore        |
| Tre Penne      | Pennarossa     | Fiorentino     | San Giovanni   |
| Murata         | Virtus         | Juvenes/Dogana | Tre Fiori      |
| Faetano        | Cosmos         | Cailungo       |                |

## Fase de grupos

### Grupo A
| Pos. | Equipo    | PJ | PG | PE | PP | GF | GC | DG | Pts. |                                  |
| ---- | --------- | -- | -- | -- | -- | -- | -- | -- | ---- | -------------------------------- |
| 1    | Domagnano | 6  | 3  | 1  | 2  | 8  | 9  | −1 | 10   | Clasificación a cuartos de final |
| 2    | Tre Penne | 6  | 2  | 3  | 1  | 12 | 9  | +3 | 9    | Clasificación a cuartos de final |
| 3    | Murata    | 6  | 3  | 0  | 3  | 16 | 12 | +4 | 9    |                                  |
| 4    | Faetano   | 6  | 1  | 2  | 3  | 3  | 9  | −6 | 5    |                                  |

### Grupo B
| Pos. | Equipo     | PJ | PG | PE | PP | GF | GC | DG | Pts. |                                  |
| ---- | ---------- | -- | -- | -- | -- | -- | -- | -- | ---- | -------------------------------- |
| 1    | Libertas   | 6  | 3  | 1  | 2  | 5  | 5  | 0  | 10   | Clasificación a cuartos de final |
| 2    | Pennarossa | 6  | 2  | 3  | 1  | 7  | 4  | +3 | 9    | Clasificación a cuartos de final |
| 3    | Virtus     | 6  | 2  | 2  | 2  | 10 | 8  | +2 | 8    |                                  |
| 4    | Cosmos     | 6  | 1  | 2  | 3  | 5  | 10 | −5 | 5    |                                  |

### Grupo C
| Pos. | Equipo         | PJ | PG | PE | PP | GF | GC | DG  | Pts. |                                  |
| ---- | -------------- | -- | -- | -- | -- | -- | -- | --- | ---- | -------------------------------- |
| 1    | La Fiorita     | 6  | 4  | 0  | 2  | 11 | 5  | +6  | 12   | Clasificación a cuartos de final |
| 2    | Fiorentino     | 6  | 3  | 1  | 2  | 9  | 4  | +5  | 10   | Clasificación a cuartos de final |
| 3    | Juvenes/Dogana | 6  | 2  | 1  | 3  | 8  | 9  | −1  | 7    |                                  |
| 4    | Cailungo       | 6  | 2  | 0  | 4  | 4  | 14 | −10 | 6    |                                  |

### Grupo D
| Pos. | Equipo       | PJ | PG | PE | PP | GF | GC | DG  | Pts. |                                  |
| ---- | ------------ | -- | -- | -- | -- | -- | -- | --- | ---- | -------------------------------- |
| 1    | Folgore      | 6  | 4  | 1  | 1  | 16 | 10 | +6  | 13   | Clasificación a cuartos de final |
| 2    | Tre Fiori    | 6  | 3  | 1  | 2  | 18 | 10 | +8  | 10   | Clasificación a cuartos de final |
| 3    | San Giovanni | 6  | 1  | 0  | 5  | 6  | 20 | −14 | 3    |                                  |

## Fase final

### Cuartos de final
| Fecha               | Estadio                          | Local      | Marcador       | Visita     |
| ------------------- | -------------------------------- | ---------- | -------------- | ---------- |
| 21 de abril de 2016 | Stadio di Dogana Ezio Conti      | La Fiorita | 3-1 (pro.)     | Tre Fiori  |
| 21 de abril de 2016 | Campo sportivo di Fiorentino     | Folgore    | 1-1 (3-5 pen.) | Tre Penne  |
| 21 de abril de 2016 | Campo sportivo di Fonte dell'Ovo | Libertas   | 1-1 (5-6 pen.) | Fiorentino |
| 21 de abril de 2016 | Stadio di Domagnano              | Domagnano  | 0-0 (3-4 pen.) | Pennarossa |

### Semifinales
| Fecha               | Estadio                          | Local      | Marcador | Visita     |
| ------------------- | -------------------------------- | ---------- | -------- | ---------- |
| 26 de abril de 2016 | Campo sportivo di Fonte dell'Ovo | La Fiorita | 1-0      | Tre Penne  |
| 26 de abril de 2016 | Campo sportivo di Fiorentino     | Fiorentino | 1-3      | Pennarossa |

### Final
| 1 de mayo de 2016 | La Fiorita | 2-0     | Pennarossa | Estadio Olímpico, Serravalle |                             |
| 21:00             |            | Reporte |            | Árbitro(s): Johnny Casanova  | Árbitro(s): Johnny Casanova |

## Goleadores
| Pos. | Jugador        | Equipo     | Goles |
| ---- | -------------- | ---------- | ----- |
| 1    | Enea Jaupi     | Fiorentino | 6     |
| 2    | Marco Martini  | La Fiorita | 5     |
|      | Antonio Romano | Tre Fiori  | 5     |